# Roman Paszkowski
Roman Wincenty Paszkowski (ur. 19 lipca 1914 w Gułowie w woj. lubelskim, zm. 16 sierpnia 1998 w Katowicach) – generał broni pilot Wojska Polskiego, oficer WP od 1936, uczestnik wojny obronnej 1939, dwukrotnie ranny podczas walk, jeniec niemieckich oflagów (1939–1945), więzień okresu stalinowskiego (1951–1955), dowódca 1 Korpusu Obrony Przeciwlotniczej Obszaru Kraju (1959–1962), dowódca Wojsk Obrony Powietrznej Kraju (1967–1976), ambasador PRL w Angoli (1976–1980), wojewoda katowicki (1981–1985), przewodniczący Rady Ochrony Pamięci Walk i Męczeństwa (1985–1990), poseł na Sejm PRL IX kadencji z ramienia PZPR, prezes Klubu Generałów WP.

## Życiorys

### II RP i II wojna światowa
Był synem Wacława Paszkowskiego (1886–1973) – administratora majątku ziemskiego w Gułowie – oraz Stefanii z Oprawskich (1887–1964). Od 1925 uczęszczał do Państwowego Gimnazjum Męskiego im. Adama Czartoryskiego w Puławach, a następnie do Gimnazjum oo. Salezjanów w Sokołowie Podlaskim. Absolwent Korpusu Kadetów Nr 3 w Rawiczu (1934), gdzie złożył maturę z zakresu przyrodniczo-matematycznego i egzamin uprawniający do rozpoczęcia nauki na drugim roku szkoły podchorążych (oficerskiej). W 1934 rozpoczął naukę w Szkole Podchorążych Piechoty w Ostrowi Mazowieckiej. Odbył praktykę w 41 Suwalskim Pułku Piechoty. Na stopień podporucznika został mianowany ze starszeństwem z 15 października 1936 i 42. lokatą w korpusie oficerów piechoty. Promocji dokonał gen. bryg. Emil Krukowicz-Przedrzymirski. W latach 1936–1939 służył w 22 Pułku Piechoty w Siedlcach jako dowódca plutonu podchorążych rezerwy (od października 1936 do lipca 1937), dowódca plutonu w pułkowej szkole podoficerskiej (od lipca 1937 do marca 1938), dowódca plutonu kompanii rekruckiej (od marca do maja 1938), dowódca kompanii strzeleckiej (od maja do września 1938), dowódca plutonu strzelców wyborowych 9. kompanii (od września 1938 do marca 1939), a następnie od marca 1938 dowódca kompanii piechoty.
W wojnie obronnej 1939 walczył na czele 7. kompanii 22 Pułku Piechoty 9 DP w rejonie Jeziora Koronowskiego, pod Bydgoszczą i Kutnem, w pasie natarcia XIX Korpusu Pancernego gen. Heinza Guderiana. Jego kompania wyróżniła się w boju, a on sam podczas walk był dwukrotnie ranny (4 września w plecy przypadkowym odłamkiem z działa czołgowego, 19 września podczas nalotu na szpital, w którym leżał). Za wykazane męstwo w walce dopiero po 7 latach został odznaczony Krzyżem Srebrnym Orderu Virtuti Militari. Po dostaniu się do niewoli niemieckiej początkowo przebywał w szpitalu polowym w Dobrzelinie, a następnie w szpitalu pod Berlinem, skąd przetransportowany został do oflagu w Brunszwiku. W latach 1941–1945 był osadzony w Oflagu II C w Woldenbergu; uczestniczył w obozowym ruchu oporu organizowanym przez Armię Krajową, ukończył również tajny kurs obserwatorów lotniczych.
W styczniu 1945 obóz został przez Niemców stopniowo ewakuowany w kierunku Lubeki, gdzie Roman Paszkowski doczekał wyzwolenia przez Brytyjczyków.

### Kariera wojskowa w PRL
Po powrocie do kraju wstąpił 25 lipca 1945 do Wojska Polskiego. Po ukończeniu kursu dowódców batalionów w Centrum Wyszkolenia Piechoty w Rembertowie (22 października 1945), został skierowany do Sztabu Generalnego WP. W latach 1946–1948 był szefem Wydziału Wojskowych Spraw Zagranicznych Sztabu Generalnego WP (trafił tam rok wcześniej z rekomendacji gen. Józefa Kuropieski, kolegi z czasów niewoli). Od listopada 1948 studiował w Akademii Sztabu Generalnego WP im. gen. Karola Świerczewskiego, a od 1947 zaocznie w Szkole Głównej Służby Zagranicznej.

### Uwięzienie w okresie stalinowskim
W styczniu 1951 został bezpodstawnie aresztowany przez Informację Wojskową pod zarzutem szpiegostwa na rzecz państw zachodnich; przez 4 lata śledztwa był poddawany presji fizycznej i psychicznej, przebywał w pojedynczej celi, bez kontaktu z rodziną i możliwości odbywania spacerów. Był jednym z pierwszych oficerów przedwojennych aresztowanych w ramach śledztwa dotyczącego rzekomego spiskowania w celu obalenia siłą ustroju państwa oraz szpiegostwa, a także powiązań z grupą gen. Stanisława Tatara i gen. Jerzego Kirchmayera. Rozkazem personalnym MON z 14 grudnia 1951 został zwolniony z wojska. W lutym 1955 umorzono prowadzone przeciwko niemu śledztwo z powodu braku dowodów winy i uwolniono.

### Dalsza kariera wojskowa
Po uwolnieniu w 1955, w latach 1955–1957 pracował jako wicedyrektor departamentu w Ministerstwie Rolnictwa.
Po przemianach politycznych w Polsce w październiku 1956 napisał raport o ponowne przyjęcie do służby w WP. Zgodnie z rozkazem MON w styczniu 1957 przyjęty ponownie do wojska i powołany na kierownika Studium Wojskowego Politechniki Warszawskiej. We wrześniu 1957, po zdaniu ostatnich egzaminów otrzymał dyplom ukończenia Akademii Sztabu Generalnego WP. Z kolei dyplom ukończenia Szkoły Głównej Służby Zagranicznej odebrał w grudniu 1956.
Od sierpnia 1957 służył w Wojskach Lotniczych i Obrony Przeciwlotniczej Obszaru Kraju (WL i OPL OK). Był kolejno dowódcą Centralnego Stanowiska Dowodzenia Dowódcy Wojsk Lotniczych i OPL OK (od sierpnia 1957 do maja 1959), szefem sztabu Wojsk Obrony Przeciwlotniczej Obszaru Kraju (od maja do grudnia 1959) oraz dowódcą 1 Korpusu Obrony Przeciwlotniczej Obszaru Kraju (od grudnia 1959 do lipca 1962). W 1960 ukończył indywidualny kurs pilotażu i uzyskał tytuł pilota wojskowego. Jego instruktorami byli późniejsi generałowie Marian Bondzior i Władysław Hermaszewski. Latał na samolotach TS-8 Bies i Jak-12. 22 września 1961 na mocy uchwały Rady Państwa awansowany na generała brygady. Nominację wręczył 29 września 1961 w Belwederze przewodniczący Rady Państwa PRL Aleksander Zawadzki.

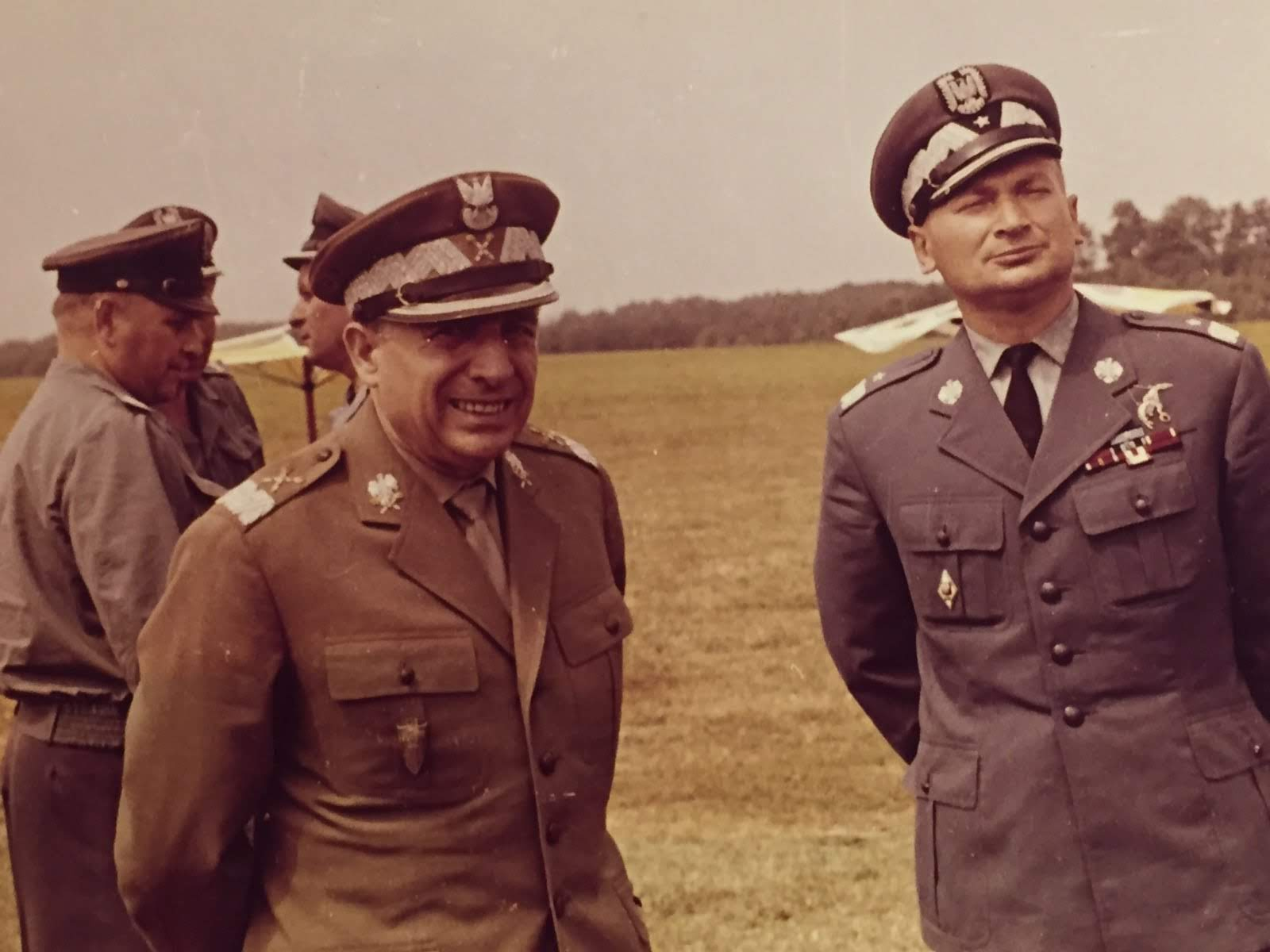
Marszałek Marian Spychalski w towarzystwie gen. pilota Romana Paszkowskiego na lotnisku wojskowym, 1967

Po utworzeniu w lipcu 1962 Wojsk Obrony Powietrznej Kraju jako odrębnego rodzaju Sił Zbrojnych, został wyznaczony na zastępcę dowódcy tych wojsk do spraw szkolenia bojowego, a następnie (od 1963) do spraw liniowych. 28 lipca 1967 objął stanowisko dowódcy Wojsk Obrony Powietrznej Kraju, w miejsce usuniętego gen. Czesława Mankiewicza. Przyczynił się do znaczącego rozwoju tych wojsk. 9 października 1968 został awansowany na generała dywizji. Nominację wręczył mu w Belwederze 12 października 1968 przewodniczący Rady Państwa PRL marszałek Polski Marian Spychalski. 3 października 1989 awansowany do stopnia generała broni. Nominację wręczył mu w Belwederze 9 października 1989 Prezydent PRL gen. armii Wojciech Jaruzelski. W listopadzie 1985 został oficjalnie pożegnany przez ministra obrony narodowej gen. armii Floriana Siwickiego w związku z zakończeniem zawodowej służby wojskowej i w styczniu 1986 został przeniesiony w stan spoczynku. Łącznie służył w Wojsku Polskim przez 57 lat (z pięcioletnią przerwą związaną z aresztowaniem w czasach stalinowskich), z czego aż 25 lat w stopniu generalskim.

### Działalność polityczna i społeczna

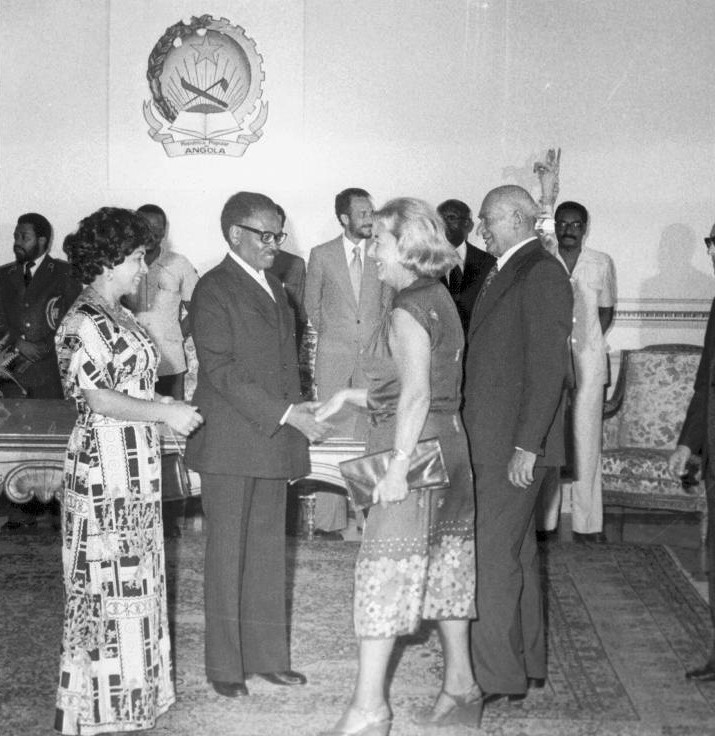
Ambasador Polski w Angoli, gen. dyw. Roman Paszkowski z małżonką Aleksandrą (z prawej) składają życzenia Prezydentowi Ludowej Republiki Angoli Agostinho Neto i jego małżonce Eugenii z okazji Nowego Roku 1978, Luanda, Angola, 1978

Od 1946 do 1948 członek PPR, a od 1948 do 1990 członek PZPR. W latach 1976–1980 urlopowany z wojska w związku z wyznaczeniem przez Radę Państwa na stanowisko ambasadora PRL w Angoli, a od 1979 także na Wyspach Świętego Tomasza i Książęcej. W stanie wojennym 16 grudnia 1981, już po tragedii w kopalni Wujek wyznaczony przez premiera gen. armii Wojciecha Jaruzelskiego na stanowisko wojewody katowickiego. Na stanowisku wojewody przyczynił się do uspokojenia nastrojów na Śląsku, za co otrzymał m.in. podziękowania od biskupa diecezji katowickiej Herberta Bednorza. Od września 1983 był przewodniczącym Konwentu Wojewodów. W styczniu 1984 został członkiem egzekutywy Komitetu Wojewódzkiego PZPR w Katowicach, ze składu której ustąpił w maju 1985 w związku z zakończeniem pracy w Katowicach.

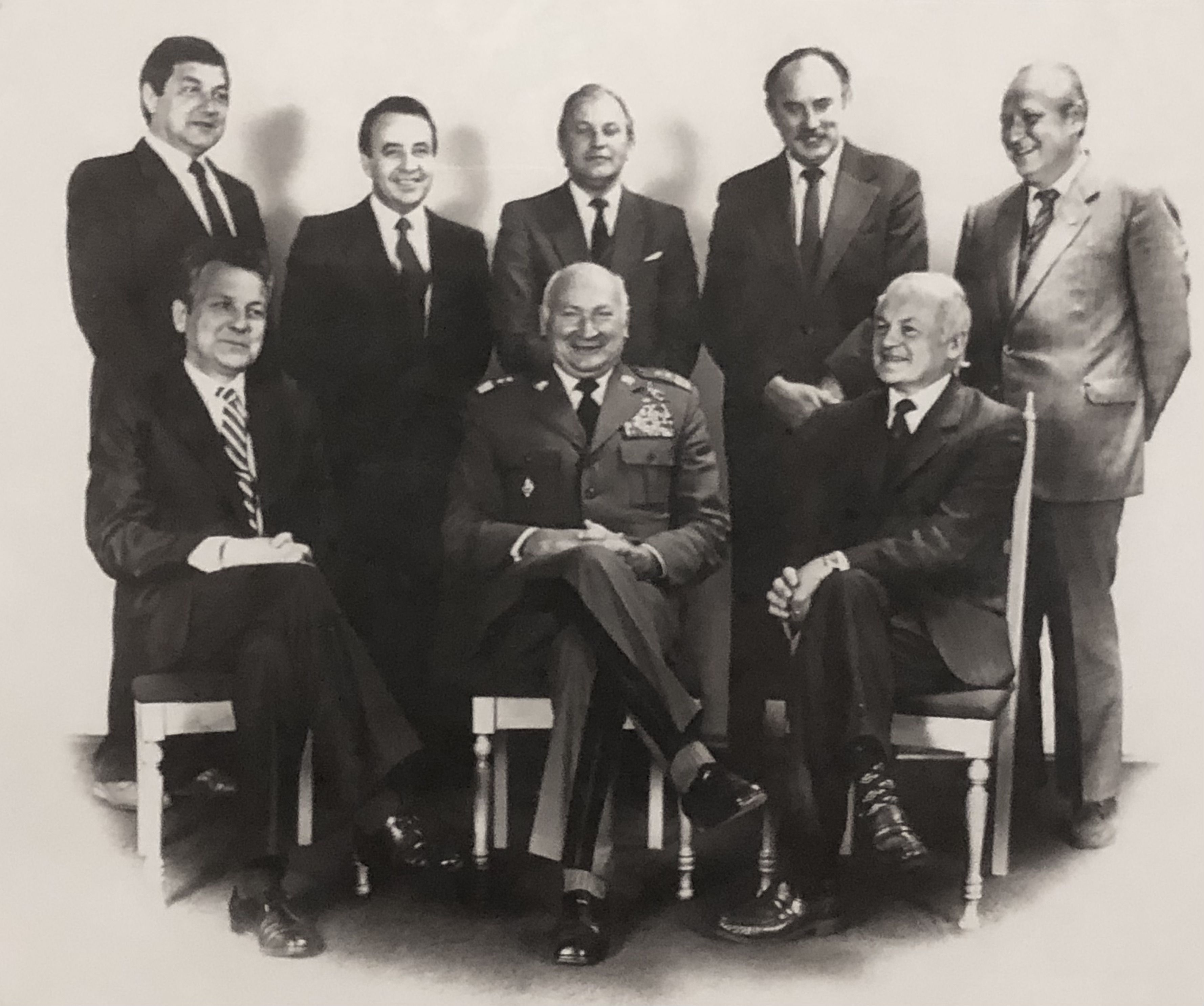
Wojewoda katowicki gen. dyw. pil. Roman Paszkowski z wicewojewodami, 1985

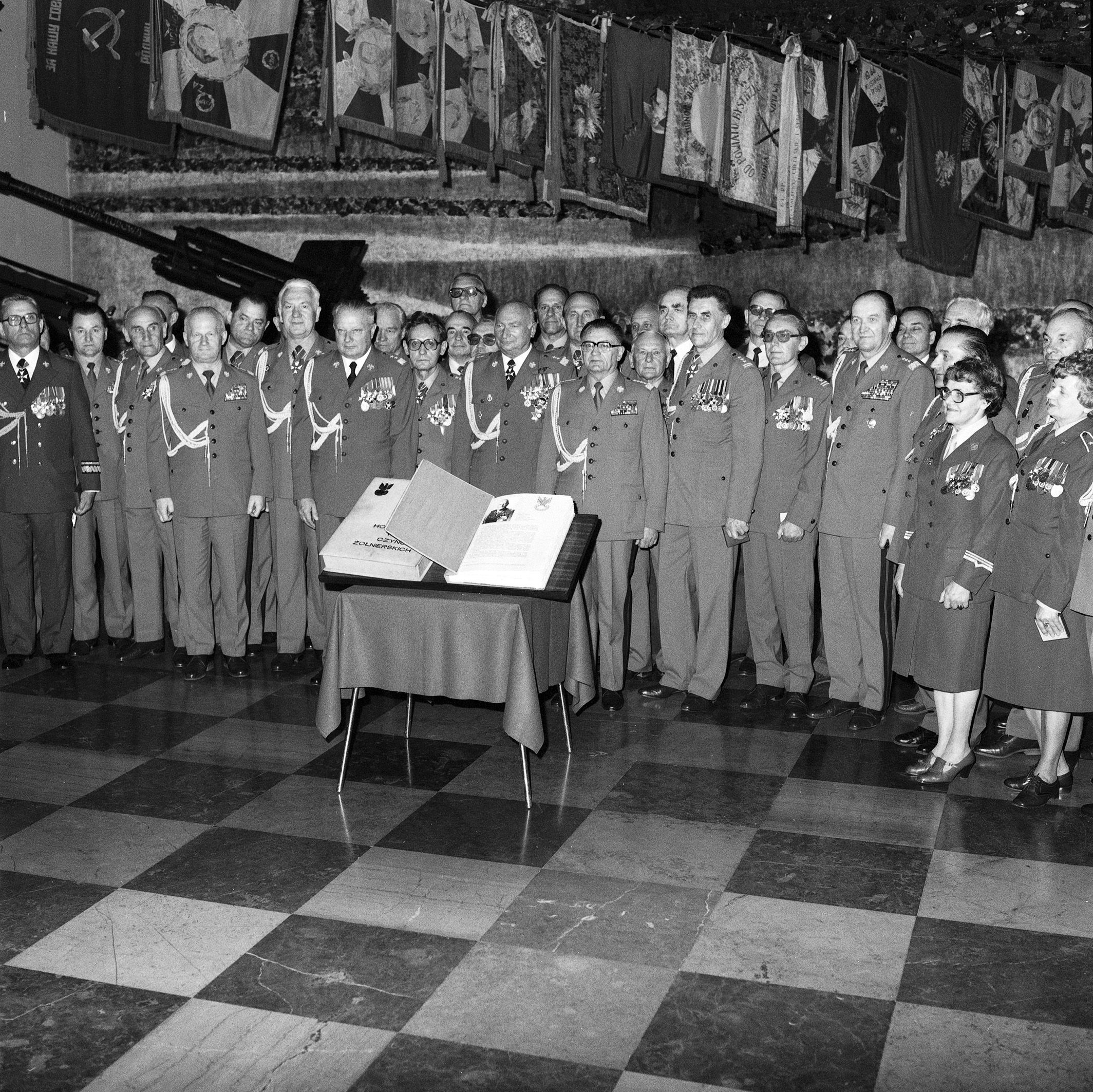
Spotkanie kierownictwa MON ze wszystkimi generałami, oficerami i żołnierzami WP wpisanymi do Honorowej Księgi Czynów Żołnierskich od czasu jej ustanowienia z okazji 40-lecia Zwycięstwa, Sala Zwycięstwa Muzeum Wojska Polskiego, 9 maja 1985. Od lewej: kontradmirał Aleksy Parol, gen. broni Józef Użycki, gen. bryg. Marian Pasternak, gen. broni Józef Baryła, gen. bryg. Henryk Kondas, gen. bryg. Władysław Jura, gen. dyw. Wiesław Wojciechowski, NN, gen. dyw. pil. Roman Paszkowski, gen. armii Florian Siwicki, płk Henryk Gradzik, płk Roman Leś, płk Tadeusz Bieniasz, NN, gen. broni Mieczysław Obiedziński, płk Stefan Rutkowski, płk prof. Stanisław Barański i inni

Od 17 maja 1985 do 28 lutego 1990 pełnił funkcję przewodniczącego Rady Ochrony Pamięci Walk i Męczeństwa. Inicjator upamiętnienia oficerów pomordowanych na Wschodzie. W kwietniu 1989 zorganizował pierwszą pielgrzymkę Rodzin Katyńskich do Katynia oraz przewiezienie urn z masowych grobów w Katyniu do Warszawy i ich uroczyste złożenie na Powązkach oraz w Grobie Nieznanego Żołnierza. Z jego inicjatywy powołano przy Radzie Komisję ds. Upamiętnienia Ofiar Stalinizmu z Zenonem Komenderem na czele. Wniósł duży wkład w upamiętnienie czynu bojowego Polskich Sił Zbrojnych na Zachodzie. Jeden z głównych patronów budowy Muzeum Czynu Bojowego Kleeberczyków w gminie Wola Gułowska.
Ponadto w latach 1985–1989 był posłem na Sejm PRL IX kadencji i przewodniczącym sejmowej Komisji Odpowiedzialności Konstytucyjnej. W latach 1974–1979 oraz 1985–1990 był członkiem Rady Naczelnej ZBoWiD, w 1986 wiceprzewodniczącym Komitetu Honorowego Encyklopedii Pamięci Narodowej. W latach 1986–1989 był członkiem Ogólnopolskiego Komitetu Grunwaldzkiego. Przewodniczący Komitetu Honorowego Odbudowy Zamku Piastowskiego w Raciborzu. 11 listopada 1988 wszedł w skład Honorowego Komitetu Obchodów 70 rocznicy Odzyskania Niepodległości przez Polskę, którego przewodnictwo objął I sekretarz KC PZPR gen. armii Wojciech Jaruzelski. W 1989 wszedł w skład Komisji ds. Rewaloryzacji Cmentarza Łyczakowskiego we Lwowie oraz Komisji ds. opieki i uporządkowania Cmentarza na Rossie w Wilnie. W 1989 był członkiem Obywatelskiego Komitetu ds. Rewaloryzacji Grobu Nieznanego Żołnierza w Warszawie, któremu przewodniczył gen. bryg. pil. Stanisław Skalski oraz przewodniczącym Społecznego Komitetu Fundacji Pomnika Monte Cassino w Zabrzu. W 1989 kandydował do Senatu PRL z województwa warszawskiego. Od lutego 1990 do lutego 1991 był wiceprzewodniczącym Rady Ochrony Pamięci Walk i Męczeństwa nowej kadencji.
Działacz lotnictwa sportowego, w latach 1964–1968 prezes, a od 1968 honorowy prezes Aeroklubu Warszawskiego.
Od 1990 działał w środowisku kombatanckim. W 1996 należał do grupy generałów – współzałożycieli Klubu Generałów WP, a w latach 1996–1998 był pierwszym prezesem Klubu Generałów Wojska Polskiego. Był także wiceprezesem działającej w Katowicach Fundacji Nagród i Wyróżnień im. Bohaterów Wieży Spadochronowej, której celem było upamiętnienie bohaterstwa harcerzy śląskich podczas walk we wrześniu 1939.

### Upamiętnienie zbrodni katyńskiej

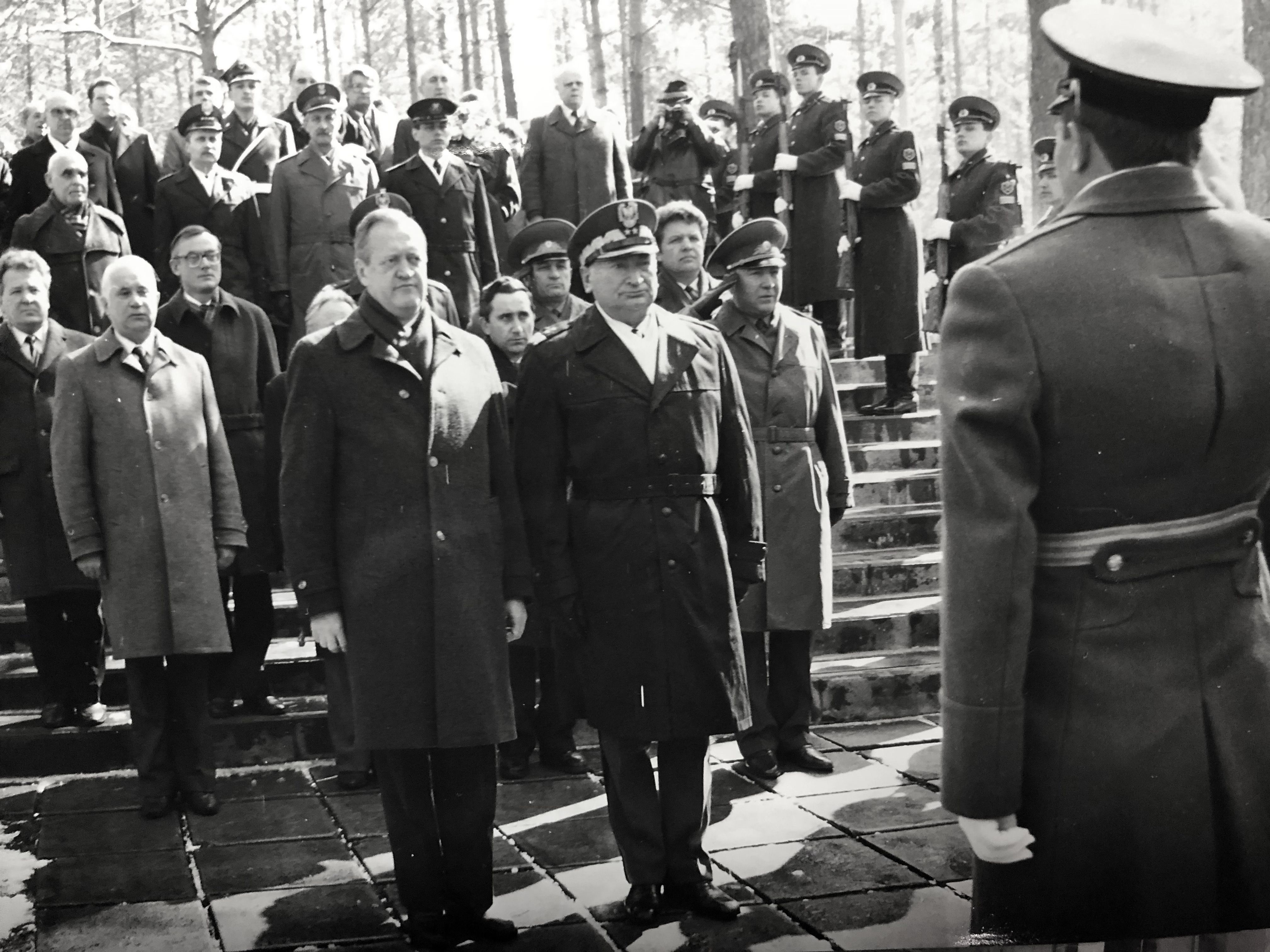
Uroczystość pobrania przez delegację rządową i rodzin ofiar zbrodni katyńskiej ziemi z mogił katyńskich, 5 kwietnia 1989, w środku przewodniczący Rady Ochrony Pamięci Walk i Męczeństwa gen. Roman Paszkowski

Był pierwszym przedstawicielem władz PRL, który oficjalnie odwiedził Katyń (w 1987). W 1987 wypowiedział się na łamach tygodnika „Panorama”, że wszędzie, gdzie na terytorium ZSRR zginęli Polacy, muszą zostać ustawione pomniki i tablice pamiątkowe. Wymienił też liczbę 15 000 polskich oficerów i stwierdził: „Musimy naszym wnukom przekazać prawdę”. Po raz drugi odwiedził Katyń 1 września 1988 w składzie delegacji polskiej, która oddała hołd pomordowanym oficerom z okazji rocznicy wybuchu II wojny światowej. 5 kwietnia 1989 zorganizował wyjazd do Katynia samolotem specjalnym delegacji państwowej i grupy rodzin katyńskich. Została tam odprawiona msza i pobrana ziemia z masowych grobów. 18 kwietnia 1989 złożono ją w niszy Grobu Nieznanego Żołnierza i pod pomnikiem katyńskim na Powązkach Wojskowych. Jesienią 1989 Rada Ochrony Pamięci Walk i Męczeństwa pod jego przewodnictwem zorganizowała pierwszy pociąg specjalny do Katynia dla rodzin zamordowanych.

### Śmierć i pogrzeb

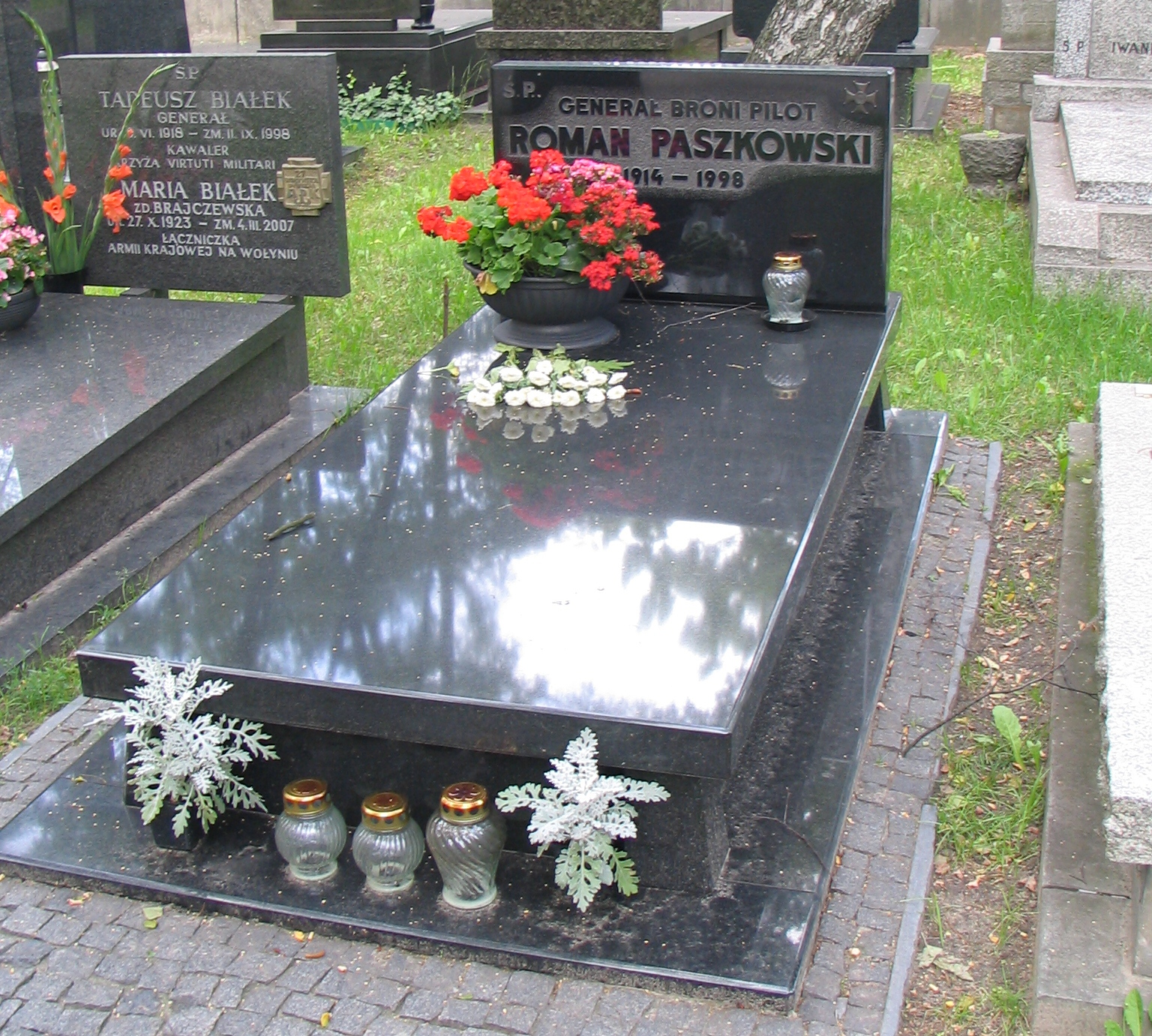
Grób Romana Paszkowskiego na Cmentarzu Wojskowym na Powązkach w Warszawie, 23 lipca 2008

Zmarł 16 sierpnia 1998 w Katowicach, gdzie uczestniczył w uroczystościach jubileuszu święceń kapłańskich zaprzyjaźnionego księdza. W dniu 20 sierpnia biskup tarnowski Wiktor Skworc odprawił w archikatedrze Chrystusa Króla w Katowicach mszę żałobną w intencji generała.
Został pochowany 21 sierpnia 1998 z honorami na Cmentarzu Wojskowym na Powązkach w Warszawie (kwatera D6-2-39). Uroczystość pogrzebową poprzedziła msza święta w katedrze polowej WP w Warszawie, którą celebrował biskup polowy Wojska Polskiego gen. dyw. Sławoj Leszek Głódź. We mszy uczestniczyła delegacja duchowieństwa z Katowic reprezentująca arcybiskupa Damiana Zimonia. W pogrzebie wziął udział m.in. były Prezydent RP gen. armii Wojciech Jaruzelski, były premier PRL Zbigniew Messner, b. I sekretarz KC PZPR Stanisław Kania, generalicja, przedstawiciele lotników z całego kraju. Egzekwie żałobne odprawił z-ca Dziekana WP ks. płk Jan Mrugacz. Mowy pogrzebowe wygłosili: gen. dyw. Jarosław Bielecki – w imieniu Sztabu Generalnego WP, gen. broni pil. Jerzy Gotowała – w imieniu żołnierzy Wojsk Lotniczych i Obrony Powietrznej oraz gen. bryg. dr Jan Celek – w imieniu Klubu Generałów WP.

## Życie prywatne
Mieszkał w Warszawie. Od 1946 był żonaty z Aleksandrą z domu Precht (1924–2023). Miał syna Andrzeja (zmarł w 2009) i córkę Aleksandrę.

## Odznaczenia i wyróżnienia[21]
- Krzyż Srebrny Orderu Wojennego Virtuti Militari (1946[22]; 13 kwietnia 1967 to samo odznaczenie zatwierdziło Ministerstwo Obrony Narodowej PRL dla uczestników ucieczek z obozu II C[23])
- Krzyż Wielki Orderu Odrodzenia Polski (20 sierpnia 1998, pośmiertnie)[24]
- Krzyż Komandorski z Gwiazdą Orderu Odrodzenia Polski (1983)[25]
- Krzyż Komandorski Orderu Odrodzenia Polski (1969)
- Krzyż Kawalerski Orderu Odrodzenia Polski (1946)[26]
- Order Sztandaru Pracy I klasy (1973)[27]
- Order Sztandaru Pracy II klasy (1963)
- Złoty Krzyż Zasługi (1958)
- Medal Zwycięstwa i Wolności 1945 (1945)
- Medal „Za udział w wojnie obronnej 1939” (1982)
- Medal 30-lecia Polski Ludowej (1974)
- Medal 40-lecia Polski Ludowej (1984)
- Medal za Długoletnie Pożycie Małżeńskie (1997)[28]
- Medal Komisji Edukacji Narodowej (1973)
- Złoty Medal „Siły Zbrojne w Służbie Ojczyzny” (1968)
- Srebrny Medal „Siły Zbrojne w Służbie Ojczyzny” (1958)
- Złoty Medal „Za zasługi dla obronności kraju” (1973)
- Srebrny Medal „Za Zasługi dla Obronności Kraju” (1968)
- Brązowy Medal „Za Zasługi dla Obronności Kraju” (1966)
- Brązowa Odznaka „Za zasługi w ochronie porządku publicznego” (1974)
- Złota Odznaka honorowa „Zasłużony dla górnictwa PRL” (1984)
- Złota Odznaka honorowa „Zasłużony dla Budownictwa i Przemysłu Materiałów Budowlanych” (1972)
- Złota Odznaka „Za Zasługi dla Obrony Cywilnej” (1983)
- Srebrna Odznaka honorowa „Za zasługi dla gospodarki przestrzennej” (1985)
- Brązowa Odznaka „Za Zasługi dla Ochrony Przeciwpożarowej” (1985)
- Złota Odznaka „Zasłużony Działacz Kultury Fizycznej” (1976)
- Odznaka Weterana Walk o Niepodległość (1995)
- Odznaka Grunwaldzka (1946)
- Złota Odznaka Honorowa Polskiego Czerwonego Krzyża I stopnia (1973)[29]
- Złote Odznaczenie im. Janka Krasickiego (1971)
- Złoty Medal „Opiekun Miejsc Pamięci Narodowej” (1987)
- Złoty Krzyż „Za Zasługi dla Związku Harcerstwa Polskiego” (1983)
- Złoty Medal „Za Zasługi dla Ligi Obrony Kraju” (1983)
- Odznaka honorowa I stopnia „Zasłużony dla Polskich Linii Lotniczych – Lot” z trzema diamentami (1976)
- Odznaka „Zasłużony Działacz Lotnictwa Sportowego” (1967)[30]
- Odznaka 1000-lecia Państwa Polskiego (1966)
- Złoty Medal im. Jana Kilińskiego z odznaką (nadany przez prezydium Krajowej Rady Rzemiosła, 1983)
- Złota Odznaka Kół Młodzieży Wojskowej (1964)
- Medal „Za Zasługi dla Ligi Obrony Kraju” (1978)
- Medal i dyplom „Za zasługi i wzorową pracę” (Ministerstwa Administracji i Gospodarki Przestrzennej, 1984)
- Medal „Za Zasługi dla Aeroklubu PRL”
- Złota Honorowa Odznaka PTTK (1975)
- Odznaka „Zasłużony Działacz SZMW” (1973)
- Złoty Znak Związku Ochotniczych Straży Pożarnych (1968)[31]
- Złota Odznaka Honorowa Towarzystwa Wolnej Wszechnicy Polskiej (1982)
- Medal Za Zasługi dla Towarzystwa Wiedzy Obronnej
- Złota honorowa odznaka Centralnego Związku Spółdzielczości Budownictwa Mieszkaniowego (1982)
- Złota honorowa odznaka Związku Młodzieży Wiejskiej (1984)
- Honorowy Żeton Zasługi „Złom” Polskiego Związku Łowieckiego (1983)[32]
- Złoty Medal Zasługi Łowieckiej (1974)
- Złota odznaka „Za Zasługi dla Uniwersytetu Śląskiego” (1984)
- Odznaka „Zasłużonemu dla Akademii Ekonomicznej w Katowicach” (1985)
- Odznaka absolwenta Korpusu Kadetów nr 3 (1934)
- Medal Sztabu Generalnego WP „Amor Patriae Suprema Lex” (1976)
- Odznaka „Zasłużony dla Śląskiego Okręgu Wojskowego” (1972)
- Medal „Za zasługi dla Wojsk Obrony Powietrznej Kraju” (1976)
- Medal „Zasłużonemu dla Lotnictwa” (1979)
- Medal „Za Zasługi dla Marynarki Wojennej” (dwukrotnie – 1973 i 1983)
- Medal pamiątkowy „Zasłużonemu dla Pomorskiego Okręgu Wojskowego” (1974)
- Medal „Zasłużony dla Nadwiślańskich Jednostek Wojskowych MSW” (1983)[33]
- Pierścień pamiątkowy Akademii Obrony Narodowej (1993)
- Odznaka honorowa „Za Zasługi dla Związku Byłych Żołnierzy Zawodowych” (1985)
- Złota honorowa odznaka Klubów Oficerów Rezerwy (1984)
- Odznaka „Za Zasługi dla ZBoWiD” (1987)[34]
- Odznaka Centrum Wyszkolenia Piechoty (1946)
- Medal „Za długoletnią, ofiarną służbę” (nadany przez ministra obrony narodowej, 1985)
- Pamiątkowa Odznaka „Za współpracę i pomoc w działalności Środowiska Żołnierzy SGO „Polesie” gen. bryg. F. Kleeberga” (1986)
- Odznaka „Zasłużony dla Kielecczyzny” (1973)
- Złota Odznaka honorowa „Za Zasługi dla Warszawy” (1970)[35]
- Odznaka „Budowniczego Wrocławia” (1968)
- Złota odznaka „Zasłużony dla Dolnego Śląska” (1968)
- Wielka złota odznaka honorowa „Zasłużony w rozwoju województwa katowickiego” (dwukrotnie – 1982 i 1985[36])
- Złota odznaka „Zasłużony w rozwoju województwa katowickiego” (dwukrotnie – 1961 i 1969)
- Złota odznaka honorowa „Zasłużony dla Warmii i Mazur” (1971)[37]
- Odznaka „Zasłużony Bieszczadom” (dwukrotnie – 1985 i 1987)
- Odznaka honorowa „Za zasługi w rozwoju województwa koszalińskiego” (1974)
- Odznaka Honorowa Gryfa Pomorskiego (1970)[38]
- Odznaka honorowa „Za zasługi dla województwa krośnieńskiego I stopnia” (1987)
- Odznaka „Za zasługi dla województwa bialskopodlaskiego” (1984)
- Złota odznaka honorowa „Zasłużony Białostocczyźnie” (1990)
- Odznaka honorowa „Za zasługi dla województwa gorzowskiego” (1989)
- Odznaka honorowa „Za Zasługi dla Miasta i Gminy Dobiegniew” (1987)
- Odznaka „Za Zasługi dla Woli Gułowskiej” (1986)
- Order Czerwonego Sztandaru (ZSRR, 1968)
- Order Przyjaźni Narodów (ZSRR, 1973)
- Medal „Za umacnianie braterstwa broni” (ZSRR, 1985)
- Medal jubileuszowy „Dwudziestolecia zwycięstwa w Wielkiej Wojnie Ojczyźnianej 1941–1945” (ZSRR, 1972)
- Odznaka „25 lat Zwycięstwa w Wielkiej Wojnie Ojczyźnianej 1941–45”[39]
- Medal jubileuszowy „Trzydziestolecia zwycięstwa w Wielkiej Wojnie Ojczyźnianej 1941–1945” (ZSRR, 1975)
- Medal jubileuszowy „Czterdziestolecia zwycięstwa w Wielkiej Wojnie Ojczyźnianej 1941–1945” (ZSRR, 1985)
- Srebrny Order Zasługi dla Ojczyzny (NRD, 1975)
- Medal „Za umacnianie Przyjaźni Sił Zbrojnych” II stopnia (CSSR, 1970)
- Medal „40 lat Słowackiego Powstania Narodowego i Wyzwolenia Czechosłowacji przez Armię Radziecką” (CSSR, 1985)
- Honorowa odznaka Czechosłowackiego Związku Młodzieży (CSSR, 1967)
- Krzyż Kawalerski Orderu Zasługi Cywilnej (Bułgaria, 1948)
- Medal „30 lat Bułgarskiej Armii Ludowej” (Bułgaria, 1974)
- Medal 1300-lecia Bułgarii (Bułgaria, 1983)
- Medal Przyjaźni (Socjalistyczna Republika Wietnamu, 1976)
- Medal Wyzwolenia I klasy (Republika Wietnamu Południowego, 1976)
- Medal im. Ferdinanda Focha (Francja, 1972)
- Medal pamiątkowy Węgierskiego Związku Obronnego (1984)
- Wpis do „Honorowej Księgi Czynów Żołnierskich” (1977)
- Wpis do Księgi Ludzi Czynu Ministerstwa Administracji i Gospodarki Przestrzennej (1985)
- Wpis do Księgi Ludzi 40-lecia PRL Województwa Katowickiego (1985)
- Dyplom i tytuł „Weterana Walk o Niepodległość Rzeczypospolitej Polskiej” (1997)
- Statuetka Ikara (nadana przed Dowódcę Wojsk Lotniczych gen. dyw. pil. Henryka Michałowskiego, 1976)
- Medal „50-lecia lotnictwa sportowego w Polsce” (1969)[40]
- Medal „Za zasługi w umacnianiu praworządności w Siłach Zbrojnych PRL” (1976)
- Medal 35-lecia Śląskiej Akademii Medycznej (1983)[41]
- Medal „Za wzorową działalność społeczno-obronną w Lidze Obrony Kraju” (1982)
- Medal „Za zasługi dla Akcji Klimczok” (nadany przez Związek Harcerstwa Polskiego 18 lipca 1983)
- Medal pamiątkowy Grudziądzkiego Towarzystwa Kulturalnego dla upamiętnienia I Zjazdu oficerów służby stałej kawalerii II RP[42].
- Honorowa Odznaka 30-lecia PPR (1972)[43]
- Medal honorowy Polskiej Izby Handlu Zagranicznego
- Odznaka honorowa „Złote Pióro Dziennika Zachodniego” (1985)
- Medal „Przyjaciel Pomnika – Szpitala Centrum Zdrowia Dziecka” (1988)
- Złoty medal pamiątkowy Nowatorów i Racjonalizatorów Wojsk Obrony Powietrznej Kraju (3 marca 1975)
- Medal „Za Zasługi dla 1 Dywizji Artylerii OPK im. Powstańców Śląskich” (1984)
- Pamiątkowa odznaka XX-lecia Oficerskiej Szkoły Lotniczej (1966)
- Odznaka pamiątkowa 1 Pułku Lotnictwa Myśliwskiego OPK „Warszawa” (1970)
- Specjalny Medal Katyński za istotny wkład w upamiętnienie zbrodni stalinowskiej w Katyniu (1990)
- Honorowa odznaka „Zasłużonemu dla Rybnickich Zakładów Wyrobów Metalowych Huta Silesia w Rybniku” (nadany uchwałą Rady Pracowniczej 14 maja 1983)
- Tytuł „Zasłużonego dla Huty Warszawa” (nadany uchwałą Konferencji Samorządu Robotniczego Huty „Warszawa” 6 lutego 1975)
- Tytuł „Honorowy Górnik PRL” (1983)[44]
- Specjalne Honorowe Wyróżnienie Fundacji Nagród i Wyróżnień im. Bohaterów Wieży Spadochronowej w Katowicach (1995)
- Honorowy Przewodniczący wszystkich środowisk Woldenberczyków (1989)
- Honorowy Członek Stowarzyszenia Byłych Żołnierzy Kompanii Małoletnich i Wychowanków Korpusu Kadetów im. gen. broni Karola Świerczewskiego (1983)
- Honorowy Członek Załogi Fabryki Maszyn Wiertniczych i Górniczych „Glinik” w Gorlicach (1974)
- Honorowy Członek Stowarzyszenia Polskich Kombatantów we Francji „Polonia Restituta” (1988)
- Honorowy Członek Karkonoskiego Towarzystwa Naukowego (1975)
- inne medale pamiątkowe i jubileuszowe

## Publikacje
- gen. R. Paszkowski, słowo wstępne, w: R. Juszkiewicz, A. Urbaniak, Dowódcy Polskiego Września 1939 r. Katalog wystawy, Muzeum Okręgowe w Ciechanowie, Muzeum Bitwy nad Bzurą w Kutnie, Ciechanów 1989
- gen. R. Paszkowski, słowo wstępne, w: J. Przemsza-Zieliński, Księga wrześniowej chwały pułków śląskich, tom I, Krajowa Agencja Wydawnicza, Katowice 1989
- gen. R. Paszkowski, Pragniemy oddać hołd oficerom polskim zamordowanym w Katyniu, w: „Za Wolność i Lud”, 1989, nr 49, s. 2
- gen. R. Paszkowski, słowo wstępne, w: K. Filipow, Z. Wawer, Przechodniu powiedz Polsce-: Narvik-Tobruk-Monte Cassino-Falaise, Wydawnictwo „Arkady”, 1991
- gen. R. Paszkowski, słowo wstępne, w: Przewodnik po upamiętnionych miejscach walk i męczeństwa: lata wojny 1939–1945, Wydawnictwo Sport i Turystyka, Warszawa 1988
- gen. R. Paszkowski, Trzydzieści lat na straży powietrznych granic PRL, w: Przegląd Wojsk Lotniczych i Wojsk Obrony Powietrznej Kraju, 1974, nr 8
- gen. R. Paszkowski, Rozwój wojsk obrony powietrznej kraju, w: Myśl Wojskowa, 1968, nr 10
- gen. R. Paszkowski, Wojska Obrony Powietrznej Kraju, w: Ludowe Wojsko Polskie 1943–1973, Wydawnictwo MON, Warszawa 1974
- gen. R. Paszkowski, Wojska OPK – ważnym ogniwem systemu obrony PRL, w: Myśl Wojskowa, 1973, nr 10